# La Febró
La Febró – gmina w Hiszpanii, w prowincji Tarragona, w Katalonii, o powierzchni 16 km². W 2011 roku gmina liczyła 49 mieszkańców.